# Francisco Higuera
Francisco Higuera Fernández (ur. 3 stycznia 1965 w Escurialu) – hiszpański piłkarz grający na pozycji ofensywnego pomocnika. W swojej karierze 6 razy wystąpił w reprezentacji Hiszpanii i strzelił 1 gola.

## Kariera klubowa
Karierę piłkarską Higuera rozpoczął w klubie RCD Mallorca. W 1983 roku awansował do kadry pierwszego zespołu. 23 września 1983 zadebiutował w Primera División w przegranym 0:3 wyjazdowym meczu z Atlético Madryt. W 1984 roku spadł z Mallorką do Segunda División i na tym szczeblu rozgrywek grał przez 2 lata. W 1986 roku wrócił z nią do Primera División. W Mallorce grał do końca sezonu 1987/1988.
W 1988 roku Higuera przeszedł z Mallorki do Realu Saragossa. W nowym zespole zadebiutował 3 września 1988 w zremisowanym 0:0 domowym spotkaniu z Valencią. W sezonie 1989/1990 stał się podstawowym zawodnikiem zespołu. W sezonie 1993/1994 zdobył z Realem Puchar Króla. Sukces osiągnął także w Pucharze Zdobywców Pucharów. Wystąpił w finale tego pucharu, wygranym 2:1 z Arsenalem Londyn. W Realu Saragossa Higuera występował do zakończenia sezonu 1996/1997.
W 1997 roku Higuera wyjechał do Meksyku i przez sezon grał w tamtejszym klubie Puebla FC. W 1998 roku wrócił do Hiszpanii i został piłkarzem Xerez CD. Przez 2 lata występował w Segunda División B i w 2000 roku zakończył karierę.
| Sezon   | Klub           | Kraj      | Rozgrywki          | Mecze | Bramki |
| ------- | -------------- | --------- | ------------------ | ----- | ------ |
| 1983/84 | RCD Mallorca   | Hiszpania | Primera División   | 15    | 0      |
| 1984/85 | RCD Mallorca   | Hiszpania | Segunda División   | 33    | 2      |
| 1985/86 | RCD Mallorca   | Hiszpania | Segunda División   | 33    | 9      |
| 1986/87 | RCD Mallorca   | Hiszpania | Primera División   | 39    | 4      |
| 1987/88 | RCD Mallorca   | Hiszpania | Primera División   | 37    | 9      |
| 1988/89 | Real Saragossa | Hiszpania | Primera División   | 15    | 6      |
| 1989/90 | Real Saragossa | Hiszpania | Primera División   | 36    | 10     |
| 1990/91 | Real Saragossa | Hiszpania | Primera División   | 37    | 5      |
| 1991/92 | Real Saragossa | Hiszpania | Primera División   | 37    | 8      |
| 1992/93 | Real Saragossa | Hiszpania | Primera División   | 27    | 6      |
| 1993/94 | Real Saragossa | Hiszpania | Primera División   | 35    | 12     |
| 1994/95 | Real Saragossa | Hiszpania | Primera División   | 26    | 8      |
| 1995/96 | Real Saragossa | Hiszpania | Primera División   | 29    | 2      |
| 1996/97 | Real Saragossa | Hiszpania | Primera División   | 34    | 6      |
| 1997/98 | Puebla FC      | Meksyk    | Primera División   | 34    | 7      |
| 1998/99 | Xerez CD       | Hiszpania | Segunda División B | 32    | 1      |
| 1999/00 | Xerez CD       | Hiszpania | Segunda División B | 24    | 0      |

## Kariera reprezentacyjna
W reprezentacji Hiszpanii Higuera zadebiutował 15 stycznia 1992 w zremisowanym 0:0 towarzyskim spotkaniu z Portugalią. W kadrze Hiszpanii grał również w eliminacjach ME 1992. Od 1992 do 1995 roku wystąpił w kadrze narodowej 6 razy i strzelił 1 gola.
| Mecze i gole w reprezentacji | Mecze i gole w reprezentacji | Mecze i gole w reprezentacji | Mecze i gole w reprezentacji | Mecze i gole w reprezentacji | Mecze i gole w reprezentacji | Mecze i gole w reprezentacji |
| #                            | Data                         | Stadion                      | Rywal                        | Wynik                        | Gol                          | Rozgrywki                    |
| 1992                         | 1992                         | 1992                         | 1992                         | 1992                         | 1992                         | 1992                         |
| ---------------------------- | ---------------------------- | ---------------------------- | ---------------------------- | ---------------------------- | ---------------------------- | ---------------------------- |
| 1.                           | 15.01.1992                   | Torres Novas, Portugalia     | Portugalia                   | 0:0                          | 0                            | towarzyski                   |
| 1994                         |                              |                              |                              |                              |                              |                              |
| 2.                           | 23.03.1994                   | Walencja, Hiszpania          | Chorwacja                    | 0:2                          | 0                            | towarzyski                   |
| 3.                           | 07.09.1994                   | Limassol, Cypr               | Cypr                         | 2:1                          | 1                            | el. ME 1992                  |
| 4.                           | 12.10.1994                   | Skopje, Macedonia            | Macedonia Północna           | 2:0                          | 0                            | el. ME 1992                  |
| 5.                           | 16.11.1994                   | Sewilla, Hiszpania           | Dania                        | 3:0                          | 0                            | el. ME 1992                  |
| 1995                         |                              |                              |                              |                              |                              |                              |
| 6.                           | 29.03.1995                   | Sewilla, Hiszpania           | Belgia                       | 1:1                          | 0                            | el. ME 1992                  |

## Sukcesy
- Puchar Zdobywców Pucharów (1)

Real Saragossa: 1994/1995
- Puchar Króla (1)

Real Saragossa: 1994